# Ezzelino III da Romano

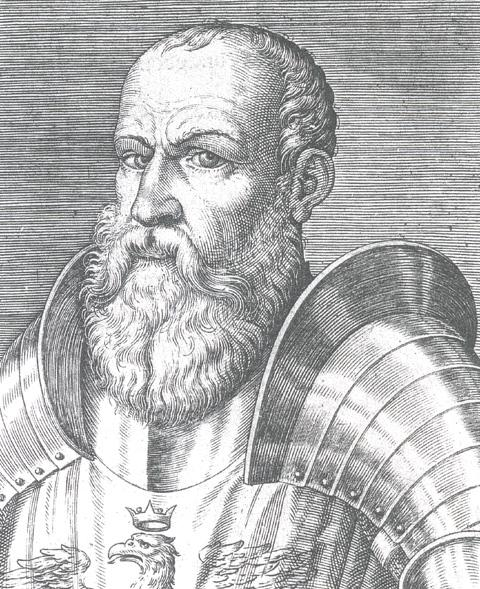
Ezzelino da Romano, heer van de mark Treviso

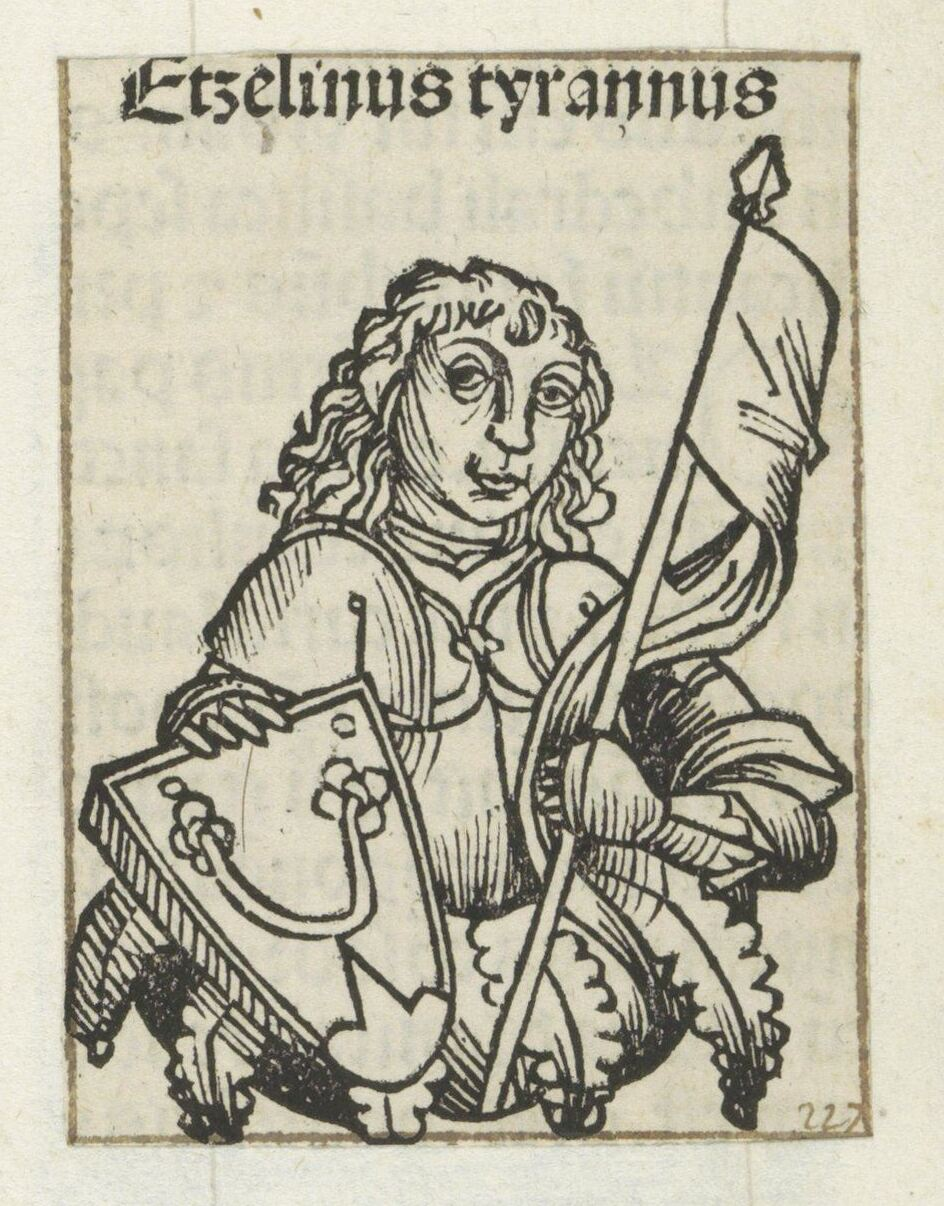
met zijn bijnaam de Tiran

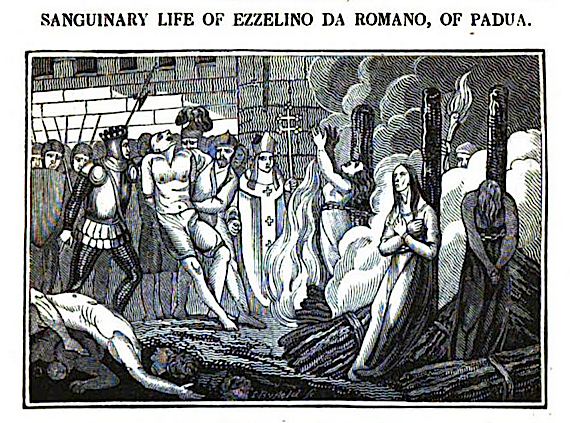
Zijn wreedheden in Padua

Ezzelino III da Romano (Onara, 25 april 1194 – Soncino, 1 oktober 1259) was heer van de mark Treviso en grote aanhanger van keizer Frederik II van het Heilige Roomse Rijk. De mark Treviso was deel van het keizerrijk en was ontstaan als rompstaat van het markgraafschap Verona. Ezzelino droeg nooit de titel van markgraaf. Hij noemde zichzelf dominus of heer of, volgens de Venetianen, de baas.
Hij was bekend om zijn wreedheid tegen zijn tegenstanders, ook al zaten die in dezelfde partij als hij. Zijn bijnaam was dan ook il Tiranno of de Tiran.

## Levensloop
De mark Treviso, of grote delen ervan, erfde Ezzelino III van zijn vader Ezzelino II da Romano, bijgenaamd de Monnik (1223). Hij verbond zich met andere condottieri, onder meer heer Salinguerra van Ferrara; allen behoorden tot de fractie van de Welfen of pausgezinden, net zoals de vader van Ezzelino III. Met zijn bondgenoten veroverde hij Verona (1225). In Verona liet hij zich uitroepen tot podestà of baljuw en hij oefende dit ambt uit van 1126 tot 1230. Nadat Verona hem afzette als podestà (1230) liep hij over naar de partij van de keizer, de Ghibellijnen. Hij ging schuilen bij zijn schoonbroer Salinguerra II Torelli, de Ghibellijnse podestà in Ferrara. Met hulp van condottieri uit de partij der Ghibellijnen heroverde Ezzelino III Verona in 1232. Hij bleef podestà van Verona van 1232 tot zijn dood in 1259.
Hij was een groot strateeg, zowel op het slagveld als in de Noord-Italiaanse politiek. Dit uitte zich in een belangrijke gebiedsuitbreiding in het oude markgraafschap Verona. Dit was enkel mogelijk door directe steun van keizer Frederik II. Zo veroverde hij Vicenza (1236) waar hij podestà was van 1236 tot zijn dood in 1259. Hetzelfde lot onderging Padua (1237); in Padua was hij podestà van 1237 tot 1256. Toen steden zoals Mantua, Brescia maar ook Padua het hem lastig maakten, kwamen keizerlijke troepen hem ter hulp. Eenmaal zelfs in 1236, kwam keizer Frederik II in persoon. Ezzelino mocht huwen met de buitenechtelijke dochter van de keizer, Selvaggia (1237). Ezzelino buitte de steun van de keizer uit en gedroeg zich als alleenheerser in zijn gebieden. Zijn gebiedsuitbreiding stopte niet bij de drie steden waar hij podestà was. Hij bevocht de Lombardische Liga en veroverde gebieden in het prinsbisdom Trente. Van de keizer verkreeg hij zeggenschap over de Alpendoorgang aan de bovenloop van de Adige. In 1248 veroverde hij de bisschopssteden Feltre en Belluno. In het zuiden reikte zijn macht tot aan de rivier de Po. 
Keizer Frederik II stierf in 1250. Paus Innocentius IV sloeg Ezzelino in de ban van de Roomse Kerk. Bovendien organiseerde de paus een kruistocht gericht tegen Ezzelino; de Venetianen deden mee met de Welfen in de kruistocht. Ezzelino werd hierdoor afgezet als heer van Trente (1255) en podestà van Padua (1256). Ezzelino reageerde door Brescia in te nemen (1258) en richtte zich vervolgens tegen Milaan. Dit laatste was een verrassingsoorlog buiten de mark Treviso. De keuze voor Milaan was ingegeven door het gerucht dat Alfons X, koning van Castilië, naar Milaan zou reizen als de nieuwe tegenkoning van Duitsland. Alfons X kwam niet. Ezzelino mislukte in de belegering van Milaan ondanks steun van Ghibellijnen binnen de stadsmuren van Milaan. Ezzelino werd gevangen genomen na de slag in Cassano (1259). Deze veldslag was bedoeld om de terugtocht van Ezzelino te breken. Ezzellino geraakte hier gewond aan de voet door troepen van Welfen. Na vier dagen gevangenschap in het kasteel van Soncino stierf hij. Hij werd in ongewijde grond begraven.
Met zijn dood hield de mark Treviso op te bestaan als staatsstructuur.

## Literair figuur
- Dante Alighieri (14e eeuw) beschreef de wreedheid van Ezzelino III in Inferno, een deel van de La Divina Commedia.
- Albertino Mussato (14e eeuw), een dichter uit Padua, beschreef hem in de tragedie Ecerinis, een tragedie in het Latijn.
- Joseph von Eichendorff (19e eeuw) schreef een werk over hem: Ezelin von Romanis (1828)
- Conrad Ferdinand Meyer (19e eeuw) beschreef hem in de novelle Die Hochzeit des Mönchs (1884)